# ترا (بلاک چین)
ترا یک پروتکل بلاک چین (زنجیره بلوک) و پلتفرم پرداخت است که برای استیبل کوین‌های الگوریتمی استفاده می‌شود. این پروژه در سال ۲۰۱۸ توسط Terraform Labs ایجاد شد، استارت آپی که دو کوون و دانیل شین آن را پایه‌گذاری کردند. بیشتر به خاطر استیبل کوین ترا و ارز دیجیتال دارایی ذخیره‌ای مرتبط با آن به نام LUNA شناخته می‌شد.
| توسعه‌دهندگان | Terraform Labs |
| انتشار اولیه | ۲۴ آوریل ۲۰۱۹  |
| وب‌سایت       | terra.money    |

در ماه مه ۲۰۲۲، بلاکچین ترا پس از فروپاشی استیبل‌کوین TerraUSD (UST) و LUNA به‌طور موقت متوقف شد، رویدادی که در عرض یک هفته نزدیک به ۴۵ میلیارد دلار از ارزش بازار را از بین برد. در ۲۱ ژانویه ۲۰۲۴، این شرکت اعلام ورشکستگی کرد.

## طراحی
ترا یک بلاکچین است که از استیبل‌کوین‌های متصل به ارزهای فیات برای تقویت یک سیستم پرداخت استفاده می‌کند. برای اجماع، بلاکچین ترا از طراحی مشترک اثبات سهام (Proof-of-Stake) بهره می‌برد. چندین استیبل‌کوین بر پایه پروتکل ترا ساخته شده‌اند، از جمله TerraUSD که پیش از فروپاشی آن در ماه مه ۲۰۲۲، سومین استیبل‌کوین بزرگ از نظر ارزش بازار بود. بلاک چین Terra دارای یک اکوسیستم کاملاً عملیاتی از برنامه‌های غیرمتمرکز (یا DApps) مانند Anchor, Mirror و Pylon است که از زیرساخت استیبل کوین ترا استفاده می‌کند.ترا مجموعه‌ای از استیبل‌کوین‌های الگوریتمی است که بر اساس ارزهایی که به آن‌ها متصل بودند نام‌گذاری شده‌اند، برای مثال، TerraUSD (UST) به دلار آمریکا متصل بود. LUNA به عنوان دارایی اصلی پشتوانه برای ترا عمل می‌کرد و همچنین به عنوان توکن حاکمیتی برای رأی‌گیری کاربران در مورد پیشنهادهای جامعه ترا استفاده می‌شد. استیبل‌کوین‌های UST توسط دلار آمریکا پشتیبانی نمی‌شدند؛ بلکه برای حفظ اتصال خود از یک مدل پیچیده به نام «تعادل سوزاندن و ضرب» طراحی شده بودند. این روش از یک سیستم دو توکنی استفاده می‌کرد که در آن یک توکن (UST) باید پایدار بماند، در حالی که توکن دیگر (LUNA) برای جذب نوسان‌ها طراحی شده بود.پروتکل Anchor یک پروتکل وام‌دهی و قرض‌گیری بود که بر روی زنجیره ترا ساخته شده بود. سرمایه‌گذارانی که UST را در پروتکل Anchor سپرده‌گذاری می‌کردند، بازدهی ۱۹٫۴۵٪ دریافت می‌کردند که از ذخایر ترا پرداخت می‌شد. به دلیل چنین بازدهی بالا، برخی از منتقدان این نگرانی را مطرح کردند که مدل استیبل کوین Do Kwon می‌تواند مانند یک «طرح پانزی عظیم» عمل کند. Mirror Protocol یکی دیگر از پروژه‌های زنجیره ای ترا بود که مشتق‌های مالی را طراحی و ارائه کرد که برای «انعکاس» سهام سنتی فهرست شده طراحی شده بود.

## تاریخچه
در سال ۲۰۱۸، دو کوان و دانیل شین (که به نام شین هیون-سونگ نیز شناخته می‌شود Terraform Labs را در سئول، کره جنوبی تأسیس کردند. در سال ۲۰۱۹، Terraform Labs اولین توکن ارز دیجیتال خود را راه اندازی کرد. Terraform Labs بیش از ۲۰۰ میلیون دلار از شرکت‌های سرمایه‌گذاری مانند Arrington Capital، Coinbase Ventures, Galaxy Digital و Lightspeed Venture Partners جمع‌آوری کردند.در ژانویه ۲۰۲۲، گارد بنیاد لونا (LFG) به عنوان یک سازمان غیرانتفاعی مستقر در سنگاپور تأسیس شد و دو کوون به عنوان مدیر.Terraform Labs بخشی از سود حاصل از فروش UST را به Luna Foundation Guard اختصاص داد تا به عنوان ذخیره برای تثبیت قیمت UST استفاده شود. از ۷ می، درست قبل از اینکه UST از تثبیت خودخارج شود، بنیاد LFG ذخایری شامل ۸۰٬۳۹۴ بیت‌کوین به ارزش تقریبی ۲٫۴ میلیارد دلار داشت. بیت‌کوین بزرگ‌ترین بخش ذخایر را تشکیل می‌داد، اگرچه LFG استیبل کوین‌ها و ارزهای دیجیتال دیگر را نیز نگهداری می‌کرد.در فوریه ۲۰۲۲، ترا و تیم بیسبال واشینگتن نشنالز از لیگ برتر بیسبال آمریکا اعلام کردند که وارد یک توافق‌نامه اسپانسری شده‌اند که شامل تبلیغات در استادیوم و تلویزیون، همچنین تغییر نام باشگاه و سالن واشینگتن نشنالز به «باشگاه ترا» می‌شد. این قرارداد در ابتدا توسط دو کوان به جامعه ترا پیشنهاد شد، بدون اشاره به نام تیم و تنها با اشاره به یک «فرنچایز ورزشی در یکی از چهار لیگ حرفه‌ای اصلی آمریکا». جامعه ترا با پرداخت ۳۸٫۱۵ میلیون دلار برای یک شراکت انحصاری پنج‌ساله موافقت کرد.
بنیانگذاران کوون و شین هر کدام صاحب یک سهم از Terraform Labs بودند که به هر بنیان‌گذار ۵۰ درصد از قدرت کنترل را می‌داد. کوون بعداً مجموعه سهام خود را به یازده سهم افزایش داد که به او ۹۱٫۷٪ مالکیت داد و ۸٫۳ درصد باقی مانده را به شین داد. شین و شرکت Chai Corporation، یک شرکت خدمات پرداخت در اکوسیستم ترا که او تأسیس کرده بود، در تاریخ ۱۸ مه ۲۰۲۲ اعلام کردند که شین دیگر هیچ سهامی در شرکت Terraform Labs ندارد. با این حال، سازمان حسابداری و نظارتی شرکتی سنگاپور فاش کرد که شین همچنان ۸٫۳٪ از سهام Terraform Labs را در اختیار دارد. همچنین شرکت Chai اعلام کرد که شین نتواسته است «نقد کردن سهام باقی‌مانده خود را به موقع به پایان برساند»، با اینکه سهم مالکیت او تا ۱۸ مه همانند گذشته باقی‌مانده بود. اسناد منتشر شده از سوی سازمان نظارتی سنگاپور همچنین نشان داد که تا تاریخ ۱۸ مه، شین مالک ۵۱٫۲٪ و کوان مالک ۲۲٫۴٪ از سهام Chai Holdings، شرکت مادر Chai Corporation، بودند.

## سقوط
از ۹ مه ۲۰۲۲، این توکن‌ها پس از اینکه UST شروع به از دست دادن اتصال خود به دلار آمریکا کرد، سرفصل خبرها شدند. در طول هفته بعد، قیمت UST به ۱۰ سنت سقوط کرد، در حالی که LUNA از بالاترین قیمت تاریخی خود(ATH) که ۱۱۹٫۵۱ دلار بود به «تقریبا صفر» سقوط کرد. قبل از سقوط، LUNA یکی از ده ارز دیجیتال بزرگ بازار بود. این فروپاشی در عرض یک هفته نزدیک به ۴۵ میلیارد دلار از ارزش بازار را از بین برد. ترا-لونا بر اساس یک پروتکل دوکوینی عمل می‌کرد که فاقد پشتوانه سنتی وثیقه‌ای بود. فروپاشی آن احتمالاً ناشی از یک حمله به استخر نقدینگی و تسهیل‌شده توسط نقص‌های موجود در چارچوب بلاکچین پایه بود.
در ۱۳ می، Terraform Labs بلاک چین ترا را در واکنش به کاهش قیمت UST و LUNA به‌طور موقت متوقف کرد. علی‌رغم تلاش‌های این شرکت برای تثبیت قیمت UST و LUNA از طریق بیت‌کوین و سایر ذخایر ارزهای دیجیتال از بنیاد گارد لونا (Luna Foundation Guard)، آن‌ها قادر به برقراری مجدد پیوند قیمت 1:1 UST به USD نبودند. تا تاریخ ۱۶ مه ۲۰۲۲، تحلیلگران بلاکچین ادعا کردند که هزینه‌های ذخایر بیت‌کوین LFO هنوز به‌طور دقیق مشخص نیست.
دلایل احتمالی فروپاشی شامل برداشت‌های جمعی از پروتکل Anchor چند روز پیش از فروپاشی، نگرانی‌های سرمایه‌گذاران در مورد ارزهای دیجیتال به‌طور کلی، و کاهش قیمت بیت‌کوین بود. در طول فروپاشی، دارندگان UST را از طریق سیستم ضرب و سوزاندن به LUNA تبدیل کردند که باعث ریزش قیمت LUNA به دلیل افزایش ناگهانی عرضه آن شد. این موضوع به نوبه خود مکانیزم تعادل بین این دو ارز را بی‌ثبات کرد.
در ۲۵ می، یک پیشنهاد تصویب شد تا ارز دیجیتال LUNA جدیدی صادر شود و استیبل کوین کم‌ارزش UST جدا و کنار گذاشته شود. بلاک چین اصلی اکنون ترا کلاسیک (Terra Classic) و توکن اصلی LUNA Classic (LUNC) نامیده می‌شود. توکن جدید LUNA توسط سرمایه گذاران "Terra 2.0" نامیده می‌شود و در روزهای آغازین عرضه در بورس‌ها ارزش خود را از دست داده است.
در مصاحبه ای در اوت ۲۰۲۲ در سریال NFTV Coinage، ماه‌ها پس از فروپاشی، بنیان‌گذار ترا، دو کوون اظهار داشت که ایمان او به ترا اکنون «بسیار غیرمنطقی به نظر می‌رسد». با این حال، او رد کرد که سیستم ترا یک طرح پانزی است.
در ۲۳ مارس ۲۰۲۳ کوون تلاش کرد با استفاده از اسناد جعلی کاستاریکا به دبی سفر کند، در حالی که اسناد سفر بلژیکی جعلی را نیز به همراه داشت، اما او در فرودگاه پودگوریکا در مونته‌نگرو رهگیری و دستگیر شد. یک هیئت منصفه فدرال در منهتن متعاقباً هشت اتهام را علیه Do Kwon مطرح کرد، از جمله کلاهبرداری در اوراق بهادار، کلاهبرداری کالاها، کلاهبرداری با سیم و توطئه. ماه بعد، KBS News گزارش داد که قبل از فروپاشی TerraUSD دو کوون مبلغ ۹ میلیارد وون (معادل ۷ میلیون دلار آمریکا) را به شرکت حقوقی کیم و چانگ ارسال کرده بود.در ۲۱ ژانویه ۲۰۲۴، شرکت Terraform Labs در ایالات متحده اعلام ورشکستگی تحت فصل ۱۱ کرد و دارایی‌ها و بدهی‌های خود را در محدوده ۱۰۰ تا ۵۰۰ میلیون دلار فهرست نمود.

## مسائل مجوز و مقررات
Terraform Labs Pte. Ltd، شرکتی که در پشت ترا قرار دارد، در سنگاپور ثبت شده است، اما طبق گفته The Straits Times، درخواستی برای مجوز تحت قانون خدمات پرداخت ارائه نکرده است. همچنین یک نهاد اعلان شده نیست، به این معنی که از سوی مقامات پولی سنگاپور معافیت موقت از داشتن مجوز اعطا نشده است. بر اساس اسنادی که توسط کوون در اداره ثبت عالی کره ثبت شد، کوون برای انحلال نهاد کره ای شرکت در ۳۰ آوریل ۲۰۲۲ اقدام کرد و در ۴ مه ۲۰۲۲ تأیید شد.
کمیسیون بورس و اوراق بهادار ایالات متحده (SEC) در سال 2021 احضاریه ای به Terraform Labs و کوون صادر کرد، با توجه به پروتکل آینه ای Terraform Labs، که مشتقات مالی را طراحی و ارائه کرد که عملاً سهام واقعی فهرست شده را «انعکاس» می‌کرد. دو کوون احضاریه را رد کرد و در عوض اعلام کرد که از SEC شکایت خواهد کرد. علی‌رغم تلاش‌های وی برای مناقشه و اجتناب از تحقیقات SEC، جلسه دادگاه ایالات متحده در منهتن در فوریه ۲۰۲۲ به نفع حق SEC برای ادامه تحقیقات خود در مورد آزمایشگاه‌های و Terraform رای داد. در فوریه ۲۰۲۳، SEC آزمایشگاه Terraform و کوون را به کلاهبرداری متهم کرد.
در ۱۸ مه، وزیر دادگستری تازه منصوب شده کره، هان دونگ هون، بخش تحقیقات جرایم اقتصادی دفتر دادستانی ناحیه جنوبی سئول را افزایش داد و متعهد شد که "وجوه غیرقانونی و نقل و انتقالات سرمایه، مبارزه با فرار مالیاتی، امور مالی شرکت حسابرسی را پیگیری کند. جمع آوری داده‌های تراکنش و توقیف عواید حاصل از فعالیت‌های مالی مجرمانه.» در اولین روز فعالیت خود، تیم تحقیقات مشترک جرایم مالی و اوراق بهادار، بحران LUNA و ترا را به عنوان اولین هدف تحقیقاتی خود مشخص کرد.
یک شکایت جمعی، Patterson v. TerraForm Labs Pte Ltd. et al .، علیه آزمایشگاه Terraform و دیگران در دادگاه منطقه ای ایالات متحده برای ناحیه شمالی کالیفرنیا در ۱۷ ژوئن ۲۰۲۲ ثبت شد. در سپتامبر ۲۰۲۲، یک شکایت جمعی ۵۶٫۹ میلیون دلاری در دادگاه عالی سنگاپور علیه دو کوون، Terraform Labs, Nikolaos Alexandros Platias و گارد بنیاد لونا ثبت شد.
در ژوئن ۲۰۲۲، یونهاپ نیوز گزارش داد که ۱۵ نفر، از جمله توسعه دهندگان سابق Terraform برای پروتکل وام دهی Anchor، با محدودیت‌های سفر توسط دولت کره مواجه شده‌اند. در ۲۹ نوامبر ۲۰۲۲، حکم بازداشتی برای دانیل شین توسط دادستان‌های کره جنوبی صادر شد.